# Овакимян, Гайк Бадалович
Гайк Бада́лович Овакимя́н (11 августа 1898, Джагри, Эриванская губерния — 13 марта 1967 или март 1967, Москва) — советский разведчик, генерал-майор МГБ. Автор агентурной операции «Энормоз», способствовавшей созданию ядерного оружия в СССР.

## Биография
Гайк Овакимян родился в 1898 году в Нахичевани (село Джагри Эриванской губернии). Армянин. Член ВКП(б) с 1917 г. В 1921—1922 гг. — член коллегии ЧК Армении, в 1922—1923 гг. — ответственный секретарь Совнаркома Армении. В 1923—1928 гг. учился в МВТУ им. Баумана в Москве, затем (до 1931 г.) — в аспирантуре Московского химико-технологического института им. Д. И. Менделеева. Защитил кандидатскую диссертацию. Владел немецким, английским и итальянским языками.
С 1931 г. перешёл на работу в научно-техническую разведку. До 1933 г. работал в Берлине. С 1934 года находился в США под псевдонимом Геннадий; работал в качестве инженера Амторга, защитил докторскую диссертацию; был заместителем резидента советской разведки в США (Нью-Йорк), а с 1938 года — начальником резидентуры (кодовая кличка «Геннадий»). Получал информацию от Клауса Фукса, в 1938 году завербовал Юлиуса и Этель Розенберг.
К началу 1941 года из-за слишком интенсивной работы, по мнению Москвы, достиг стадии полного изнеможения. Получил приказ возвращаться в СССР. 5 мая 1941 был арестован агентами ФБР с поличным при получении документов от агента-перебежчика перед посадкой на советский корабль. В федеральном суде США ему было предъявлено обвинение в шпионаже. Советское консульство заявило протест — как сотрудник Амторга Овакимян пользовался иммунитетом от уголовного преследования.
Был освобождён 23 июля 1941 г. в результате сделки: Овакимяна обменяли на шестерых американцев (в действительности возвращены были только трое граждан США), арестованных на занятой частями Красной Армии территории Польши.
С 1941 по 1947 гг. занимал руководящие должности в Первом Главном управлении НКГБ (МГБ), работая заместителем начальника внешней разведки, а в 1943—1947 гг. — руководителем атомного проекта ENORMOS (обеспечение советских учёных атомными секретами США).
В 1947 г. (по другим данным в 1948 г.), будучи в звании генерал-майора, Овакимян был уволен из органов МГБ и целиком переключился на научную работу в области создания химического оружия.
В 1948 году в рамках программы Венона в США был разоблачён крупнейший его агент — заместитель министра финансов США Гарри Декстер Уайт.
В 1949—1951 гг. работал директором Государственного института азотной промышленности СССР (ГИАП), а в 1951—1967 гг. — заведующим лабораторией того же института.
В 1954 году решением ЦК КПСС лишён воинского звания генерал-майора (обвинён в сокрытии от руководства Министерства химической промышленности факта своего увольнения из органов МГБ и получении всё это время надбавки за генеральское звание).
Умер в Москве в 1967 году, похоронен на Армянском кладбище (участок № 6). Здесь же похоронены его жена, Абовян Вера Амбарцумовна, и единственная дочь, Овакимян Эгине Гайковна.